# Henri Huet
Henri Huet (Da Lat, 4 aprile 1927 – Laos, 10 febbraio 1971) è stato un fotoreporter francese, noto principalmente per il suo lavoro come reporter per conto dell'Associated Press durante la guerra del Vietnam.

## Vita
Henri Huet nasce a Da Lat, Vietnam, nel 1927 da un ingegnere francese e da madre vietnamita. Arrivato in Francia all'età di cinque anni, studia a Saint-Malo in Bretagna, quindi frequenta una scuola d'arte a Rennes e comincia la carriera di pittore. In seguito si arruola nella marina francese e studia fotografia, quindi ritorna in Vietnam nel 1949 come fotografo di guerra nella prima guerra d'Indocina. In seguito al suo congedo dalla marina, avvenuto nel 1954 al termine della guerra, Huet rimane in Vietnam come fotografo civile lavorando per conto del governo francese e americano. Comincia quindi inizialmente a lavorare per la United Press International (UPI), trasferitosi in seguito all'Associated Press nel 1965, inizia ad occuparsi della guerra del Vietnam.

## Carriera fotografica
Le fotografie di Huet dal fronte influenzarono l'opinione pubblica americana che allora si dibatteva in modo acceso sulla necessità della guerra. Una delle più note serie di fotografie dal fronte mostra Thomas Cole, un giovane medico della Prima Divisione Cavalleria, medicare alcuni soldati incurante delle proprie ferite. L'intera serie di dodici fotografie venne pubblicata l'11 febbraio del 1966 dal magazine LIFE. Nel 1967 la Overseas Press Club premiò Henri Huet con la Robert Capa Gold Medal per "il miglior reportage fotografico dall'estero, per realizzare il quale siano stati necessari eccezionali doti di coraggio e intraprendenza".

## Morte
Henri Huet morì il 10 febbraio 1971 durante un'operazione militare nel sud del Vietnam, quando l'elicottero su cui viaggiava fu abbattuto. Nell'impatto morì anche Larry Burrows, altro noto fotogiornalista e amico di Huet.